# Teatro romano de Autun
El teatro romano de Autun es un monumento construido en la segunda mitad del siglo I en Augustodunum, ciudad fundada poco antes del inicio de la era común y una de las pocas del norte de la Galia que contaba con una muralla desde el Alto Imperio, y que más tarde se convertiría en Autun.
Con un diámetro de 148 metros y un aforo de 14.000 espectadores, este teatro era el segundo más grande de la Galia, según se ha podido determinar por las investigaciones realizadas. Abandonado en la Edad Media, fue estudiado en los siglos XIX y XX, y en 1909 recuperó su función primigenia de acoger espectáculos.
En 1840 se incluyó en la primera lista de monumentos históricos protegidos de Francia, junto con otros dos monumentos antiguos de Autun, la pirámide de Couhard y el templo de Jano.

## El teatro en la ciudad antigua

Edificios de espectáculos y algunos elementos antiguos de Augustodunum.

La fundación de Augustodunum tiene lugar, al parecer, a finales del siglo I a. C., probablemente hacia el año 15 a. C., cuando Bibracte aún no había sido abandonada. La zona destinada a acoger el teatro, situada en pendiente hacia el arroyo Accoron, fue terraplenada, y la muralla —una de las más extensas de la Galia durante el Alto Imperio, con un perímetro de seis kilómetros— hizo las veces de muro de contención en este punto. Aunque los principales monumentos de la ciudad parecen haber sido construidos de forma conjunta en el siglo I, la expansión urbana en el interior de las 200 hectáreas delimitadas por las murallas se produjo de forma gradual, desplazando las actividades artesanales al exterior de las mismas.
El teatro y el anfiteatro se construyeron muy cerca el uno del otro, en lo que parece ser una zona reservada de la ciudad —no se trata de un caso único— y parecen datar del período flavio (segunda mitad del siglo I), aunque no se ha aportado ninguna prueba formal de ello.
El descubrimiento en 1976, mediante prospección aérea, de un segundo teatro, fuera de las antiguas murallas de la ciudad, en el emplazamiento de Haut-du-Verger, completa la visión del conjunto monumental de Autun, aunque todavía se conoce poco de él. Este teatro, de dimensiones prácticamente análogas a las del teatro intramuros, parece ser un edificio de tipo "teatro galorromano", que combina ciertas características propias de un anfiteatro, como una arena elíptica o circular, y de un teatro, como una cavea incompleta. Se construyó en el siglo I y se abandonó aparentemente en la primera mitad del siglo III.

## Historia del monumento

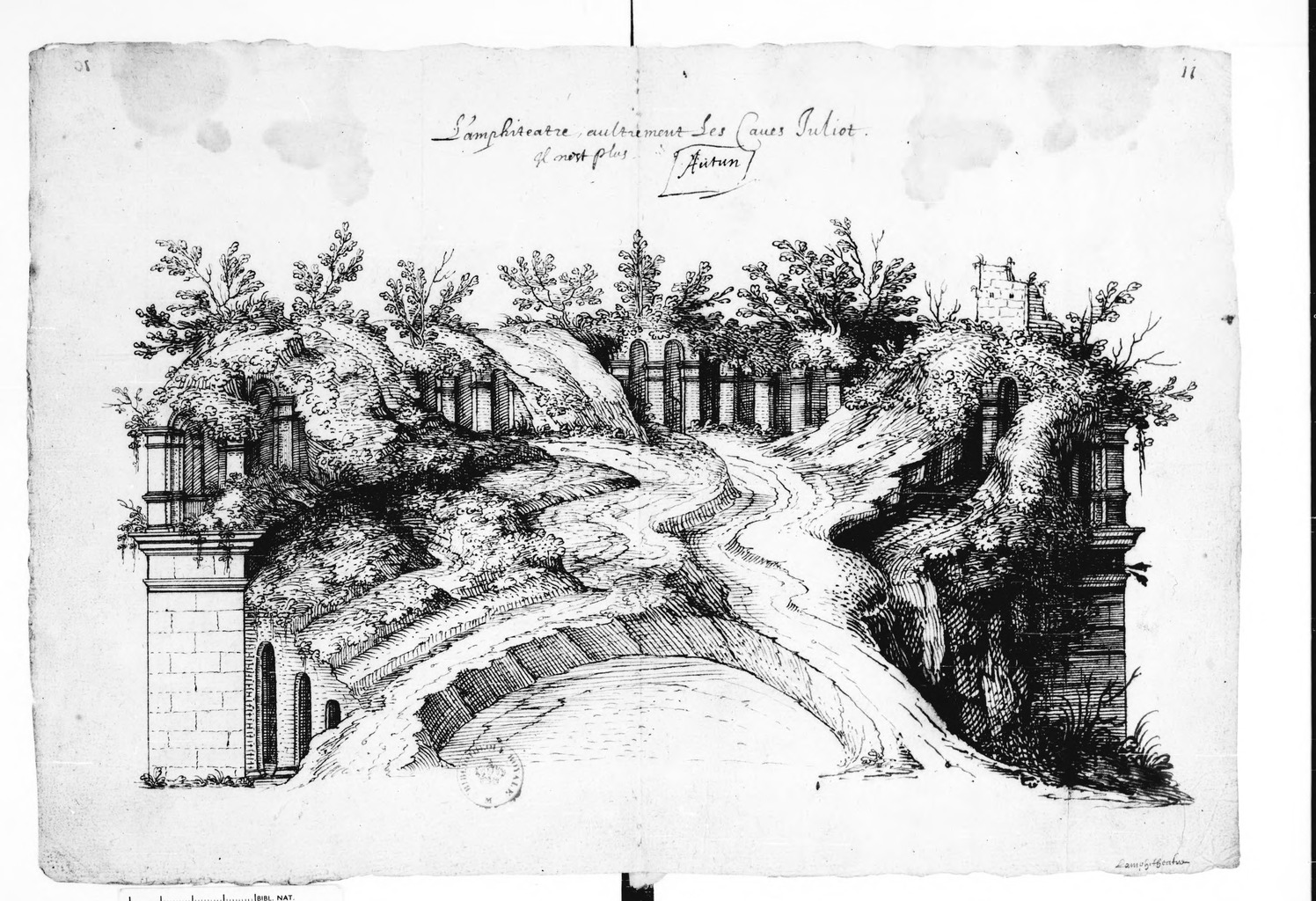
Representación del teatro en el

La construcción del teatro puede datarse en la segunda mitad del siglo I, tal vez durante el reinado de Vespasiano. Esta hipótesis está respaldada por el hallazgo de un as muy desgastado con la efigie de Claudio en un terraplén que había permanecido intacto desde su construcción, y que permite establecer un límite superior a la datación. La construcción del monumento parece haber tenido lugar en una sola campaña.
El teatro fue abandonado en el siglo V, época en la que se construyeron edificios en la orchestra. En la Edad Media sirvió de cantera de piedra. Fue restaurado a principios del siglo XX y se rehabilitó parte del graderío, hecho que permitió la celebración de actos culturales a partir de 1909. Entre 1933 y 1938 se llevó a cabo otra gran campaña de restauración, acompañada de excavaciones arqueológicas.

## Descripción

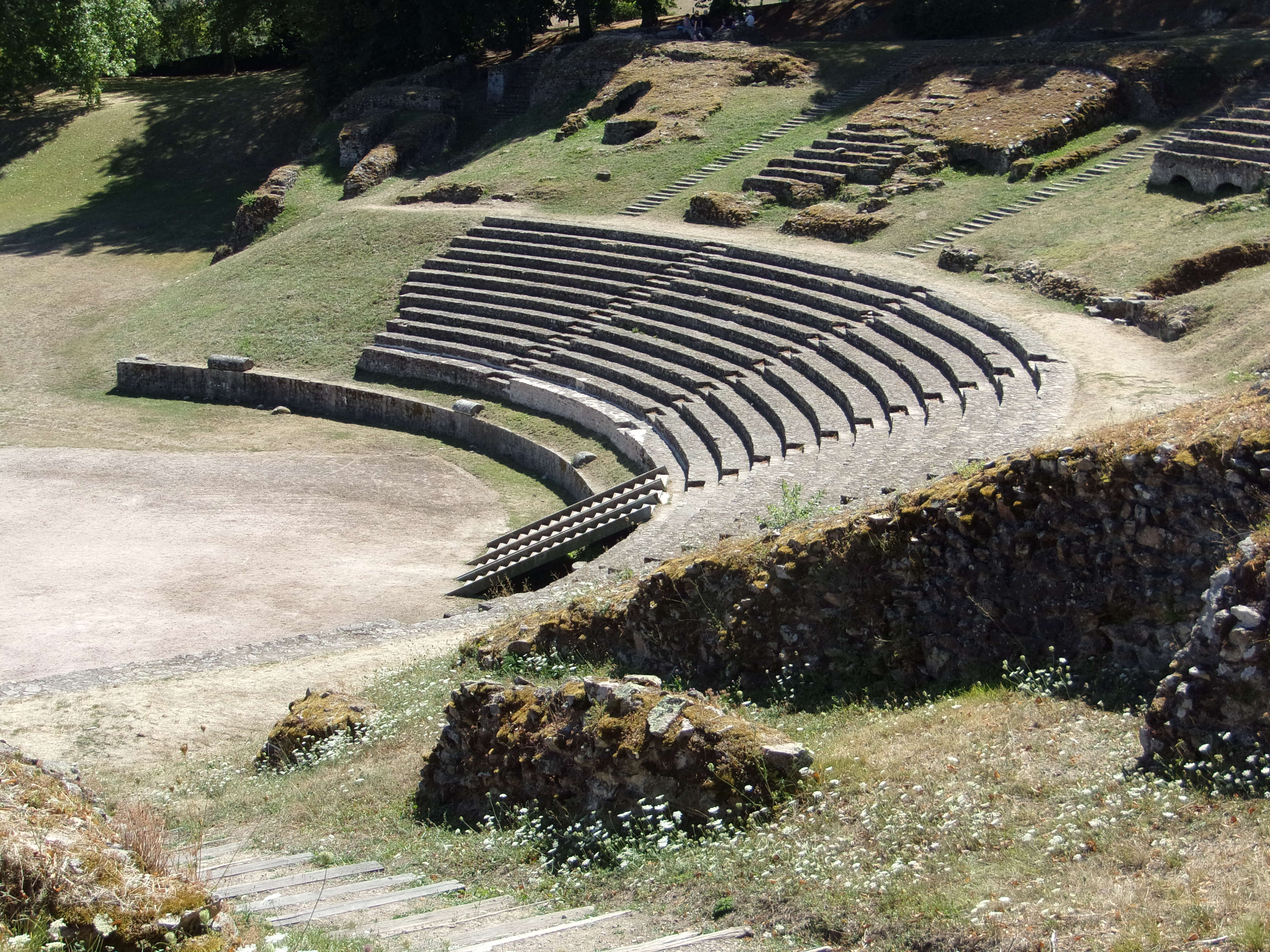
Teatro antiguo de Autun

El teatro de Autun se construyó en una colina que desciende hasta el río Arroux. Esta disposición, que reducía el volumen de las obras de albañilería necesarias, explica por qué el eje del teatro no sigue el de la trama viaria de Augustodunum, a diferencia, por ejemplo, del anfiteatro.
Con un diámetro de 147,80 m, es decir, 500 pies romanos, valor establecido desde antiguo y verificado por los estudios más recientes, el teatro de Autun es uno de los más grandes de la Galia y uno de los mayores del mundo romano según los datos disponibles en el siglo XXI, por detrás del teatro de Pompeyo en Roma y del teatro de Mandeure, que miden 150 m. Su capacidad se estima en al menos 14.000 personas, si se toma como referencia una anchura de asiento de 40 cm por espectador, o casi 11.000 personas con una relación de 50 cm por espectador.
El teatro, construido según el modelo romano, constaba de un escenario, hoy desaparecido en gran parte, pero que conserva vestigios del mecanismo que movía el telón, un espacio semicircular (la orchestra) y un hemiciclo de 41 gradas (la cavea), del que sólo se conserva una parte, que está coronado por un pórtico.

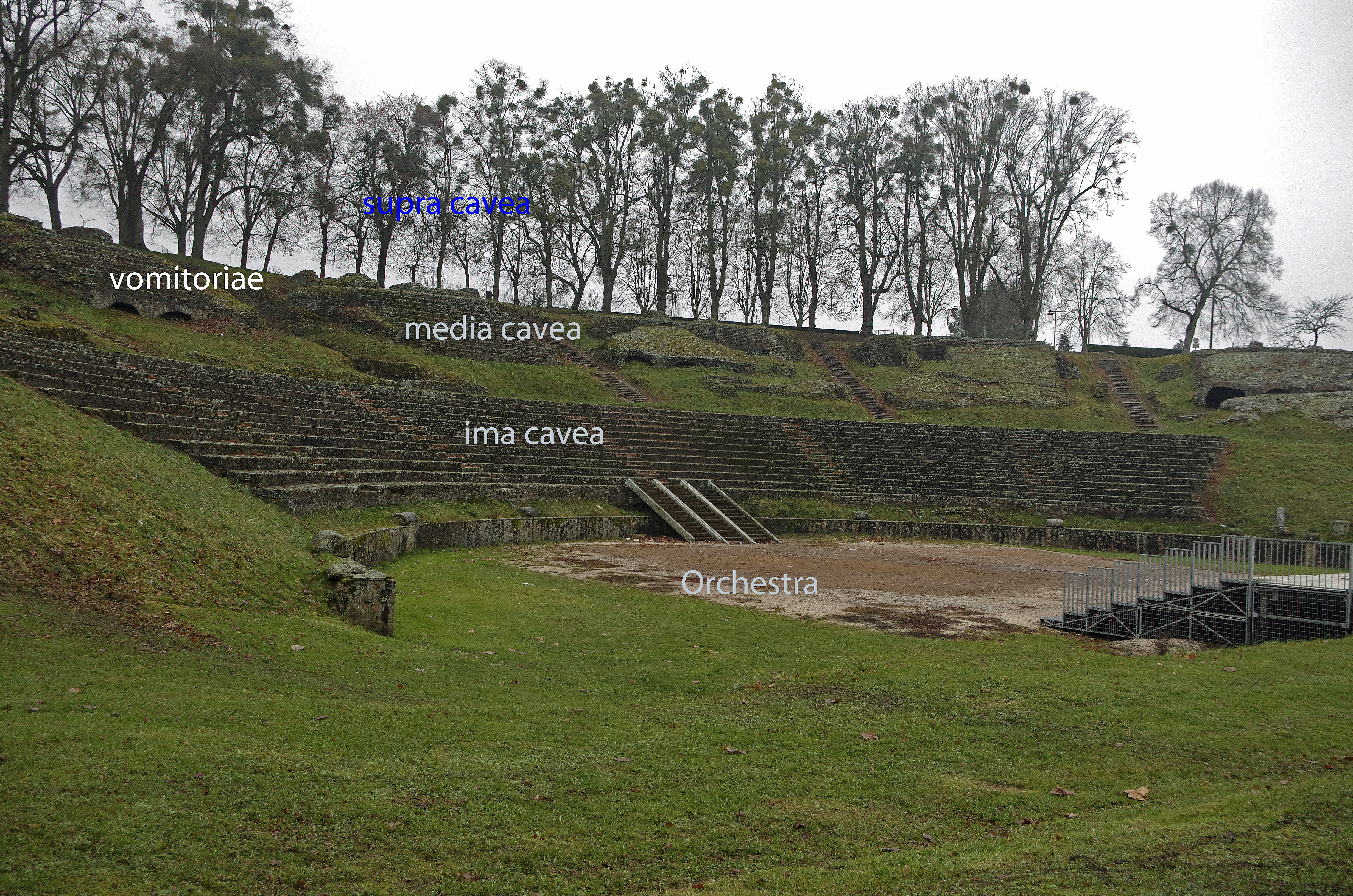
Descripción de las diferentes partes del teatro

El teatro se construyó exclusivamente con sillares de aparejo pequeño con uniones de gran calidad, y no se ha encontrado terracota (teja o ladrillo). Su cavea se compone de tres series de gradas: la más cercana a la orchestra se asienta sobre el terreno natural de la colina que sustenta el teatro, mientras que las otras dos están construidas sobre muros radiales, y la parte superior de la cavea está coronada por un pórtico. Un pasillo horizontal semicircular (la praecinctio) separa el primer grupo de gradas de los otros dos. Dos corredores laterales, situados a ambos lados de la orchestra, permiten a los espectadores acceder a la base de la cavea. Desde allí se accede a las gradas a través de una serie de quince escaleras radiales. Ocho de estas escaleras no parten de la base de la cavea, sino que conectan la praecinctio intermedia con la parte superior de las gradas.
En la parte delantera del escenario se han encontrado indicios de la existencia de un foso en el que se plegaba el telón durante las representaciones; este dispositivo parece ser similar al que se ha estudiado en el teatro de Lyon. Las subestructuras del escenario propiamente dicho fueron observadas a principios del siglo XIX pero no han sido objeto de ulteriores investigaciones; no obstante, el escenario debió ocupar toda la anchura de la orchestra.